# Kolenda
Kolenda je stari običaj čestitanja. Koleda je nazvana prema latinskom glagolu caleo što znači „čestitati, zazivati, pozivati, sazivati”. 

## Naziv
U hrvatskoj tradicijskoj kulturi poznati su još nazivi: kolendra (u Splitu i okolici), koledva (u Belom na otoku Cresu), a izvođači se nazivaju koledaši, kolendaši, kolendraši, koledvaši i kolojani (u Zlarinu kod Šibenika), koleđani (kod Hrvata u Rumunjskoj, a u Gdinju na Hvaru ophod se zove koleđanje), junaki i ditići kod gradišćanskih Hrvata. Nazivaju se i koledvači, koleđani, kolijani. U Jelsi na Hvaru ophod se naziva koleđanje, kolendanje, kolejanje. U Istri, Hrvatskom primorju, pa i Lici nazivaju se i fiole (prema pripjevu fiole).

### Ostala značenja
Može označavati i pjevanje mladića djevojci pod ponistrom. v
Koleda znači i krijes koji se pali na Jurjevo (23. travnja) i na Ivandan (24. lipnja) te krijes koji se palio za vrijeme biranja seoskih kraljeva. Kolede su bile i obredne vatre koje su palili uskoci. Kod gradišćanskih Hrvata koledati znači prositi (tražiti darove).

## Povijest
Najstariji spomen kolede je kod Bugara u 9. stoljeću, u Sinajskom trebniku. U njemu se koledovanje karakterizira običajem bivših poganih te se kao takav zabranjuje. U Rusiji se običaj spominje u 11. stoljeću gdje se smatra običajem starih pogana.
U Hrvata se prvi put kolede spominju u Dubrovačkom statutu iz 1272. godine. U tim zapisima se spominje badnjak kojega su pomorci unosili u Knežev dvor te ga polagali na vatru, čestitajući knezu pjesmom. Knez ih je za pjesmu nagrađivao. U Statutu se spominju i novogodišnji čestitari, obično mesari, mlinari i ribari koji su također čestitali knezu te pomorski kapetani i mornari koji su čestitke upućivali dubrovačkom nadbiskupu. Ne postoji pisani trag da li su oni u tim prigodama pjevali, ali se u tome ipak mogu prepoznati elementi kasnijih kolenda.
Na prijelazu u 19. stoljeće kolendari su uoči dana pojedinih svetaca te Božića, Nove godine ili Sveta tri kralja pjevale kolende na ulicama i pred vratima prijatelja ili rodbine. Grupe kolendara obično su pjevale cijelu noć, a domaćini su ih častili suhim smokvama, narančama, rogačima, raznim slasticama, sokovima, vinom, rakijom, a u novije vrijeme i novcem.
Drevni se običaji u novije vrijeme modificiraju. Više od dvije decenije koprivnička tradicija je koledanje u humanitarne svrhe, a počinje na Badnjak u sedamnaest sati. U Dubrovniku se koledva  ispred Vijećnice na Badnji dan kad odzvoni podne. Koledarski ophodi susreću se u Poljskoj, Sloveniji, Srbiji, Mongoliji, Bugarskoj, Češkoj i dr.

## Koledanje
Koledarske pjesme izvode se u skupinama koje najčešće čini pet do sedam mladića. Kod gradišćanskih Hrvata koledarska je skupina brojala dvadesetak mladića. Koledari idu od kuće do kuće pjevaju, čestitaju imendan ili blagdan koji je toga dana te traže simbolične darove. Koledare su ponekad činili momci i djevojke zajedno. Pokatkad su to bili samo odrasli ljudi, a ponekad muška djeca. Koledari od Sv. Martina do Sveta tri kralja obilaze ulice, kuće i stanove pjesmom (kolendom) nazdravljaju, i čestitaju imendan u onim kućama gdje žive Martin, Martina, Katarina. Barbara, Nikola, Lucija. Također koledari čestitaju Badnji dan, Božić, Stjepandan, Ivandan, Silvestrovo, Novu godinu i Sveta tri kralja. Kolendari mogu nositi i razne glazbene instrumente, najčešće mandoline, gitare i harmonike, čijim sviranjem uljepšavaju kolendu. 
Koledarski su ophodi trodijelni. Prvi je dio pjevanje pod prozorom, pred kapijom ili vratima doma, a drugi i treći dio izvodili su se u domu domaćina. Uvod čini pozdrav ukućanima.
U središnjem dijelu spominju se ukućani poimence. Najprije se pravim imenom obraća najstarijem i ujedno ukućaninu (domaćinu), zatim njegovoj ženi, sinovima, kćerima po uzrastu i mogućim gostima. Završni dio kolede sastoji se od rima kojima koledari traže darove. Koledari se simbolično nagrađuju.

## Ženska kolenda
Poseban način tradicionalnog oblika pjevanja čine ženske kolende. Karakteristične su za područje dubrovačkog kraja. Melodiju jednostavnog opsega izvodi više pjevačica jednoglasno. Mijenjajući se u manjim skupinama, svaka skupina svoj stih ponavlja dva puta. Zapisi iz 18. stoljeća, koje je istražila Lidija Bajuk, svjedoče nam o izvođenju ženskih kolendi u vrijeme Došašća. Izvodile su se u selima Smokovljani, Visočani, Doli i Lisac zapadnoga Dubrovačkog primorja. Prema lokalnim kazivačicama i samom sadržaju tih kolendi pretpostavlja se da se radi o obredno-običajnim napjevima. Također, može se pretpostaviti da su napjevi predstavljani u novogodišnjim praksama starovjernih Slavena.

## Unutarnje poveznice
- Hrvatski božićni običaji
- Badnji dan
- Božić
- Dubrovačka kolenda

### Članci
- Dragić, Marko. 2007. Sveta tri kralja u hrvatskoj tradiciji. Crkva u svijetu. Sveučilište u Splitu - Katolički bogoslovni fakultet. Split. 42 (1): 96–117